# Verzerrtes Produkt
In der Mathematik und der Physik, insbesondere in der Differentialgeometrie und der Allgemeinen Relativitätstheorie, bezeichnet das verzerrte Produkt zweier Pseudo-Riemannschen Mannigfaltigkeiten die Produktmannigfaltigkeit mit der verzerrten Produktmetrik.

## Definition
Unter dem verzerrten Produkt {\displaystyle M\times _{f}N} zweier Pseudo-Riemannschen Mannigfaltigkeiten {\displaystyle (M,g_{M})} und {\displaystyle (N,g_{N})} längs einer strikt positiven Funktion {\displaystyle f\colon M\to (0;\infty )} versteht man die Produktmannigfaltigkeit {\displaystyle M\times N} ausgestattet mit dem metrischen Tensor {\displaystyle g:=\pi ^{*}(g_{M})+(f\circ \pi )^{2}\sigma ^{*}(g_{N})}. Dabei bezeichnen {\displaystyle \pi \colon M\times N\to M} und {\displaystyle \sigma \colon M\times N\to N} die natürlichen Submersionen und {\displaystyle g^{*}} den Pullback eines Tensors unter einer Abbildung g zwischen zwei Mannigfaltigkeiten. Dabei wird {\displaystyle M} als Basis und {\displaystyle N} als Faser der Produktmannigfaltigkeit bezeichnet.

## Definition verzerrte Metrik
Unter einer verzerrten Produktmetrik versteht man eine Riemannsche oder Lorentzsche Mannigfaltigkeit, deren Metrik durch
{\displaystyle ds^{2}\,=g_{ab}(y)dy^{a}dy^{b}+f(y)g_{ij}(x)dx^{i}dx^{j}}
dargestellt werden kann. D. h. insbesondere zerfällt die betrachtete Mannigfaltigkeit in das kartesische Produkt einer „y“- und einer „x“-Geometrie, wobei die „x“-Metrik verzerrt wird.